# Pfalz Allstedt

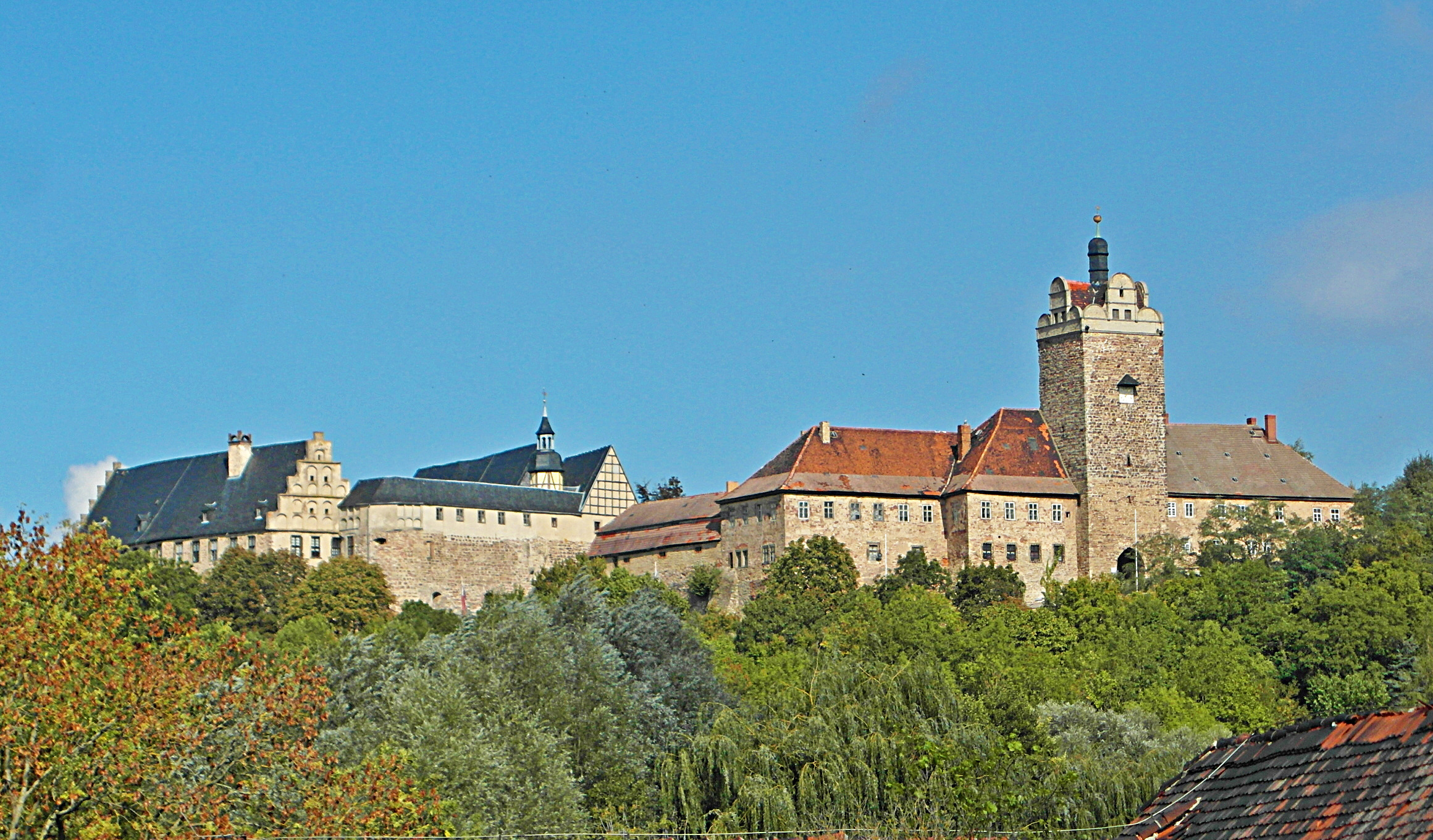
Burg und Schloss Allstedt von Westen

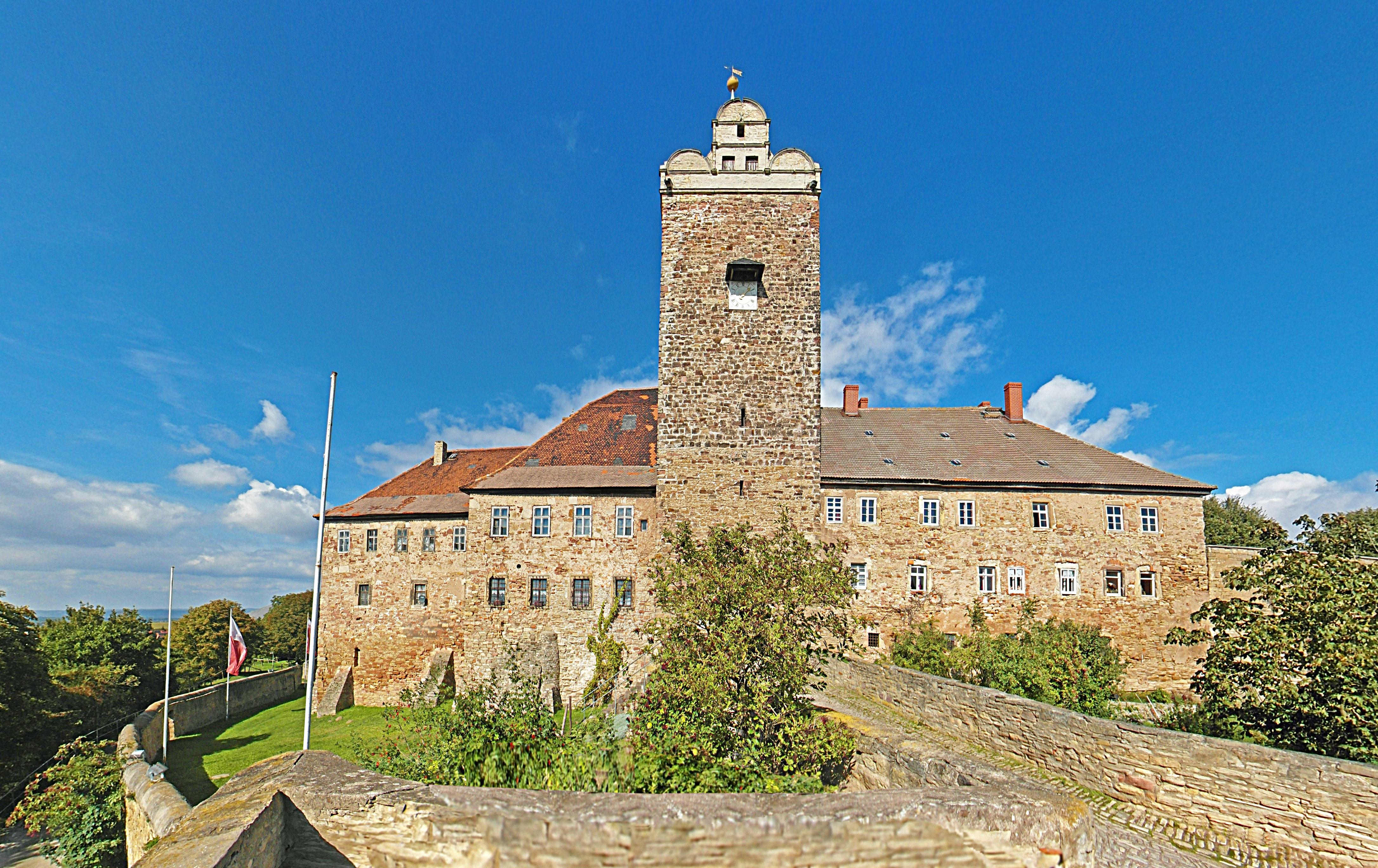
Vorburg von Süden

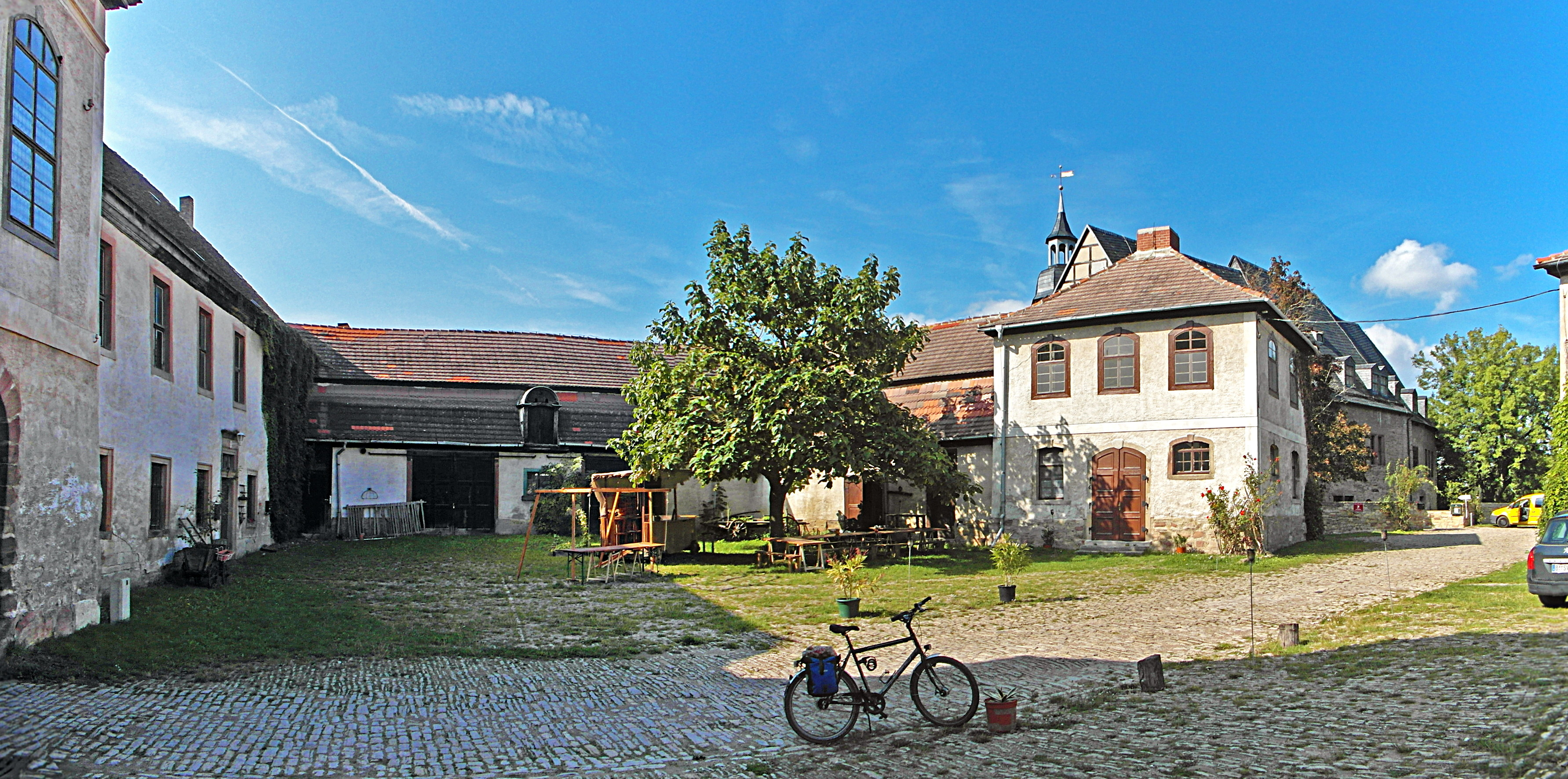
Hof der Vorburg

Die Pfalz Allstedt war eine Königspfalz der Ottonen auf dem Gebiet der heutigen Stadt Allstedt im Landkreis Mansfeld-Südharz im Südwesten Sachsen-Anhalts.
Aus dieser ging eine vielgestaltige hoch- und spätmittelalterliche Burg hervor, die in der Barockzeit in Teilen schlossartig umgebaut wurde. Das Schloss Allstedt beherbergt ein Museum zur Geschichte von Pfalz, Burg, Schloss und Stadt Allstedt, sowie die verpachtete Vorburg mit ihren gastronomischen Angeboten. Die Anlage ist eine Station an der Straße der Romanik. Seit dem 1. Juli 2022 befindet sich Schloss Allstedt im Eigentum der Kulturstiftung Sachsen-Anhalt und wird wegen einer denkmalgerechten Sanierung für mindestens zwei bis drei Jahre, möglicherweise in Teilen sogar länger, schließen müssen.

## Lage
Allstedt liegt etwa 12 km südöstlich von Sangerhausen. Das Schloss steht etwa 800 m nordöstlich der Altstadt auf einem nach Westen aus der Hochfläche vorspringenden Geländesporn. Es wird durch Grabenreste und Gebäudegruppen in drei hintereinanderliegende Teile gegliedert. Auf dem östlich anschließenden Acker befindet sich eine breite Senke, die als Rest eines Halsgrabens angesehen wird.
Bei archäologischen Ausgrabungen auf dem Schlossberg in den 1960er Jahren durch das Landesmuseum für Vorgeschichte in Halle unter der Leitung von Bertold Schmidt wurde der obere Teil eines 12 m breiten Grabens angeschnitten, der den Schlossberg von der Hochfläche abtrennt. Aufgrund seiner angenommenen Form etwa als Spitzgraben soll er spätestens in ottonischer Zeit angelegt worden sein. Daher wird die Königspfalz an der Stelle des Schlosses lokalisiert, während im Ostteil der heutigen Ortslage ein Wirtschaftshof vermutet wird.

## Geschichte und Baugeschichte

### Anfänge in der Karolingerzeit
Der Ort Allstedt wurde erstmals für das Jahr 777 im Breviarium Sancti Lulli erwähnt. Die Burg wird als urbs Altstediburg erstmals in dem zwischen 880 und 899 entstandenen Hersfelder Zehntverzeichnis genannt. In der Liste werden mehrere Burgen und eine große Zahl von im Friesenfeld und Hassegau gelegenen Siedlungen, darunter auch Alstedi, aufgeführt, deren Zehnt an das Kloster Hersfeld entrichtet wird.

### Burg und Wirtschaftshof unter ottonischer Herrschaft
Im 10. Jahrhundert kam das Reichsgut an das neue Herrschergeschlecht der Ottonen, die auch über zahlreiche Eigengüter im Raum zwischen Harz, Saale und Unstrut verfügten. Am 12. Oktober 935 wurde von König Heinrich I. eine Urkunde in Altstéti ausgestellt, in der er den Damen des Stiftes Herford das Wahlrecht bewilligte.
Vor oder zu Beginn des Jahres 979 hatten Kaiser Otto II. und seine Frau Theophanu das Benediktinerkloster Memleben an der Unstrut, etwa 20 Kilometer südlich von Allstedt, gestiftet. Am 20. Mai 979 ließ Otto in Altstedi eine Urkunde ausstellen, in dem er dem Kloster die zuvor dem Kloster Hersfeld gehörenden und durch ihn im Tausch erworbenen Kapellen in den Orten Allstedt, Osterhausen und Riestedt überschrieb. Außerdem erhielt Memleben den Zehnt im Friesenfeld und Hassegau, insbesondere den dortigen Burgen, unter denen wiederum die Alstediburch als erstes genannt wird.
Pfalz und Reichsgut um Allstedt, wozu auch ein Königsforst gehörte, wurden seit etwa 1150 von den Vögten von Allstedt verwaltet. 

### Pfalzgrafschaft Sachsen

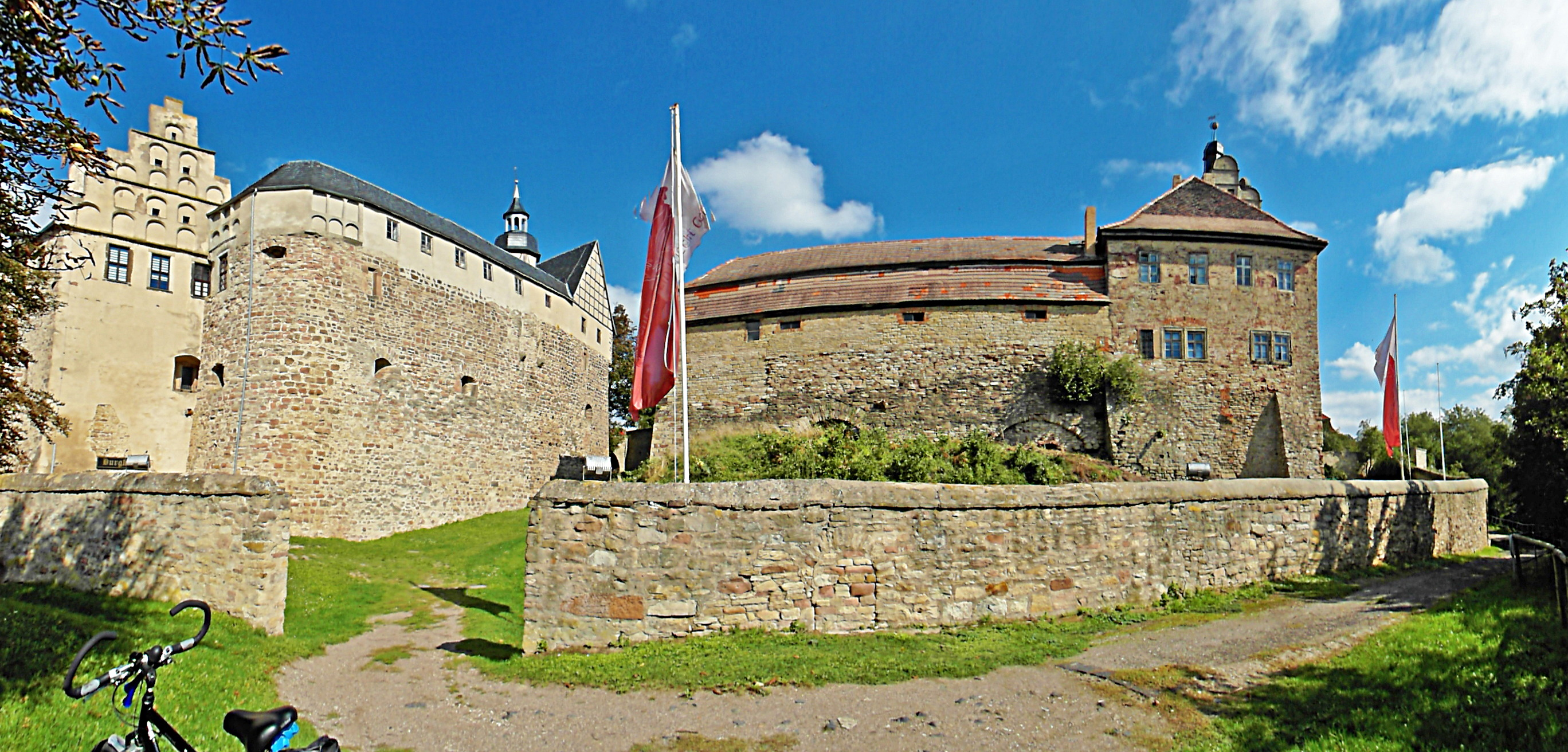
Westansicht mit Wehranlagen

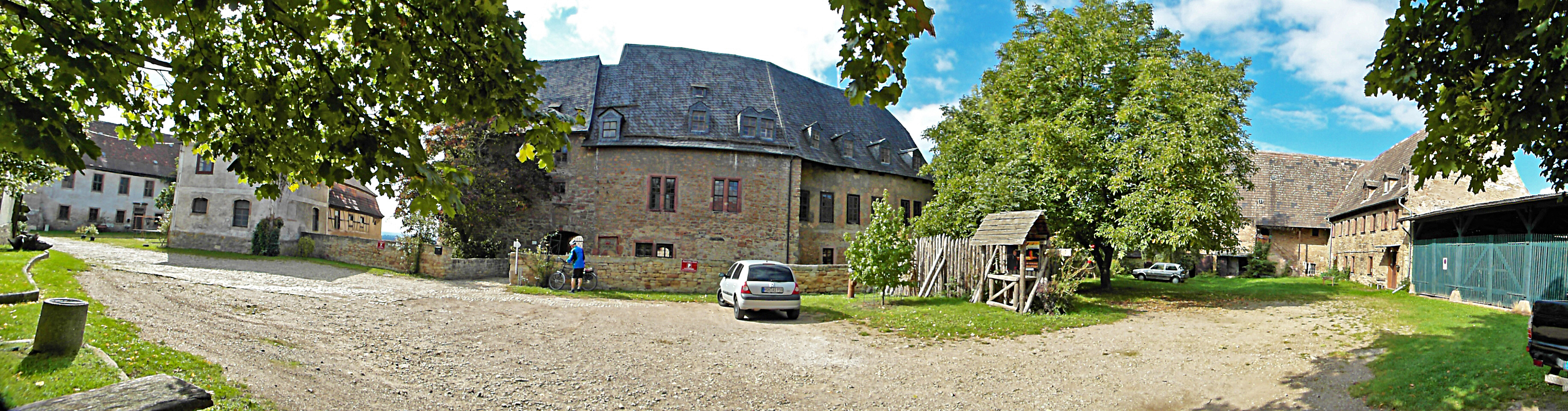
Innenhof und Museum

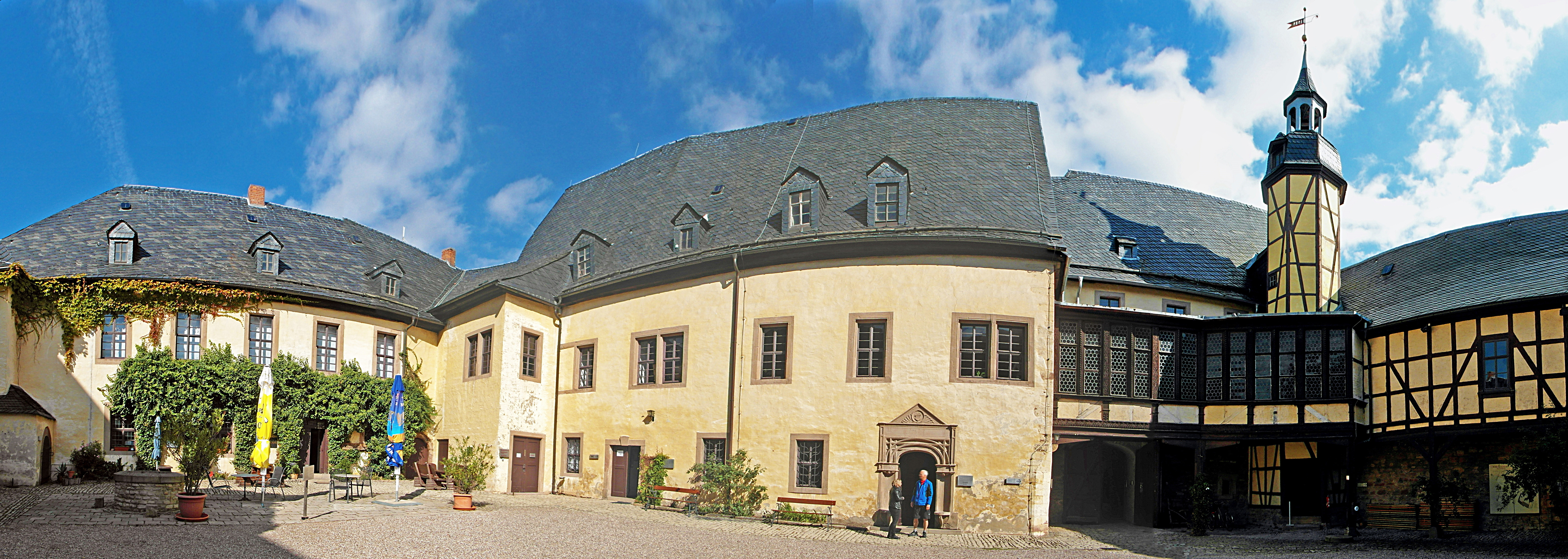
Hof der Kernburg

Wappen der Pfalz Allstedt

Im Jahr 1363 wird erstmals eine Pfalzgrafschaft Sachsen-Allstedt genannt. Nach den Untersuchungen von Erich Heinze hat Kaiser Karl IV. diese zwischen 1348 und 1356 im Zusammenhang mit der Vergabe des Titels eines Pfalzgrafen an Herzog Rudolf I. von Sachsen (-Wittenberg) neu eingerichtet.
Zur Pfalzgrafschaft Sachsen-Allstedt gehörten neben Allstedt die Dörfer Mönchpfiffel, Niederröblingen, Einzingen, Klosternaundorf, Winkel, Wolferstedt und Mittelhausen sowie das Kloster Sittichenbach mit Groß- und Klein-Osterhausen und Rothenschirmbach.
Die älteste erhaltene Bausubstanz stammt aus der Mitte des 13. Jahrhunderts. Aus der Zeit um 1400 stammt der älteste sichtbare Teil der Burg, der rechts vom Eingang liegende Wohnturm.
Die Edlen Herren von Querfurt, denen die Burg von 1369 bis 1496 gehörte, ließen die alte Burg Allstedt abtragen, mehrere bauliche Veränderungen durchführen, den Nordflügel, den Westflügel mit Palas, Küche und großer Hofstube, die Schildmauer im Süden und die Schildmauer im Osten mit Toranlage errichten. Damit entstand in etwa die heutige Burgausdehnung. 
Die heutigen Gebäude, darunter der Ostflügel, wurden im Wesentlichen unter der ernestinischen Herrschaft des Kurfürsten Friedrich d. Weisen ab 1496 (bis 1526) errichtet.
Am 13. Juli 1524 hielt hier Thomas Müntzer in Anwesenheit von Johann von Sachsen und seinem Sohn und Nachfolger Johann Friedrich I. die Fürstenpredigt, in der er mit scharfen Worten die Willkürherrschaft der geistlichen und weltlichen Obrigkeit verurteilte.
1526 wurde das Amt Allstedt von den Wettinern an Graf Albrecht von Mansfeld verpfändet. Graf Albrecht ließ im Jahr 1533 umfangreiche Baumaßnahmen und Instandsetzungen am Schloss und an den Vorwerken durchführen. 1542 überließ er das Amt aufgrund hoher Schulden den Grafen zu Stolberg als Pfand. Graf Wolfgang zu Stolberg hielt sich längere Zeit in Allstedt auf und starb hier. Erst 1575 verloren die Grafen zu Stolberg ihre Ansprüche auf das Amt Allstedt an die ernestinischen Wettiner.
Unter den Herzögen von Sachsen erfolgte 1691 eine weitere bauliche Veränderung des Obergeschosses, und die übrigen Teile der Kernburg wurden zu einem Wohnschloss umgebaut. 1721 wurde die Schlosskapelle in ihrer heutigen Form errichtet.
Ernst August I. von Sachsen-Weimar-Eisenach ließ 1746/1747 das vordere Schloss im Barockstil erbauen. Er konnte seine Pläne aber nicht mehr umsetzen († 1748). Der Umbau des vorderen Schlosses wurde nur in schlichter Form umgesetzt, und die Kernburg blieb in ihrer ursprünglichen Form erhalten.
Nach der Fürstenabfindung 1926 war das gesamte Inventar des Schlosses Allstedt nach Kloster Heinrichau verbracht worden. Die Herrschaft gehörte Wilhelm Ernst von Sachsen.
Im Zuge der Sanierungsarbeiten konnten zwischen 1986 und 1991 baugeschichtliche Untersuchungen durch Reinhard Schmitt durchgeführt werden.

## Wappen
Das Wappen der Pfalzgrafschaft Sachsen-Allstedt: Im blauen Schild ein goldener – wegen des Reichsvikariates gekrönter – Adler. Auf dem gekrönten Helm ein goldener Adler, mit ausgebreiteten Schwingen, der einen goldenen Ring im Schnabel trägt.

## Vorburg
Ende 2017 verkaufte der Stadtrat von Allstedt für 79.000 € den vorderen Teil der Burg- und Schlossanlage, genannt Vorburg, mit den Gebäudeteilen Südschloss (Ost- und Westflügel umrahmt vom Torturm), Teile des Burggrabens vor dem Ostflügel, dazu zwei Kavalierhäusern und angrenzenden Stallungen an einen privaten Investor. Seitdem wird die Anlage privat bewirtschaftet und beheimatet eine Marketingagentur und einen Verlag. In weiteren Schritten wird mit einem kleinen Hotel und gastronomischer Einrichtung (2019 Eröffnung eines Biergartens) die Vorburg weiter ausgebaut. Eine Zusammenarbeit mit der Stadtverwaltung (seit 2023 mit der Kulturstiftung Sachsen-Anhalt) und dem Museum in der Kernburg der Anlage fördert seit 2019 die Entwicklung u. a. durch verschiedene Veranstaltungen. Zum Jahresbeginn 2023 ging die Immobilie der Vorburg in das Eigentum der Kulturstiftung Sachsen-Anhalt über, um eine Gesamtentwicklung des Areals Schloss Allstedt zu ermöglichen. Der Betrieb und Ausbau der Marke „Die Vorburg“ erfolgt weiterhin durch die ehemaligen Eigentümer, jetzt als Pächter.

## Schlossförder- und Beleuchtungsverein Allstedt
Die abendliche Anstrahlung des Allstedter Schlosses ermöglicht seit 1993 der Schlossförder- und Beleuchtungsverein Allstedt e. V. mit etwa 90 Mitgliedern. Der Verein trägt die Stromkosten und fördert kleinere denkmalpflegerische Maßnahmen. Partnerschaftliche Kontakte bestehen zum bundesweit ersten Schlossbeleuchtungsverein in Bad Iburg.